# Hreljin Ogulinski
Hreljin Ogulinski – wieś w Chorwacji, w żupanii karlowackiej, w mieście Ogulin. W 2011 roku liczyła 549 mieszkańców.